# Bies (gewas)

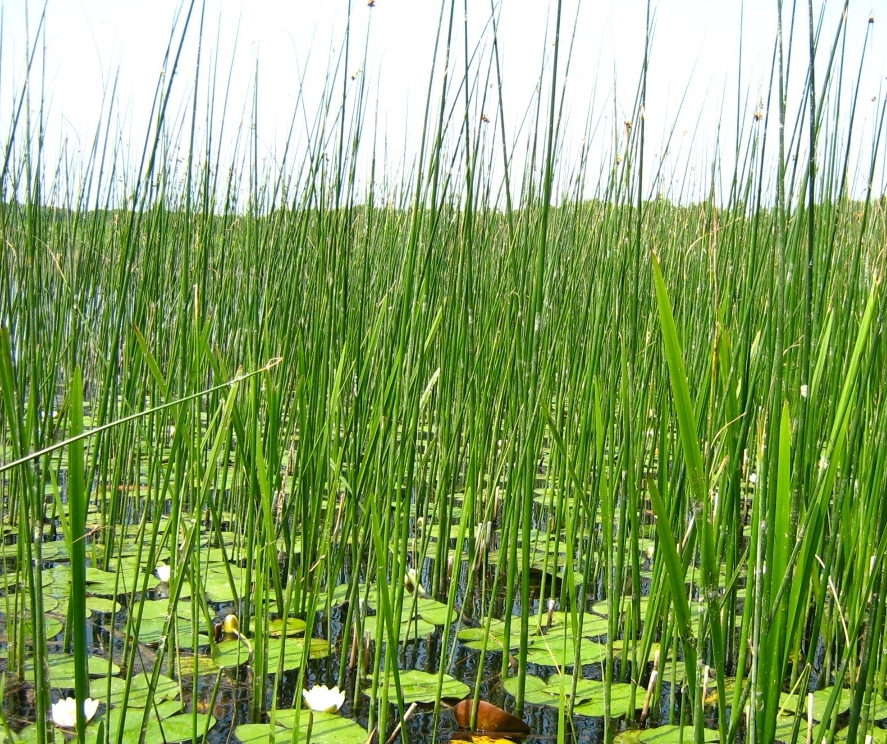
Groeiende mattenbies eind juni

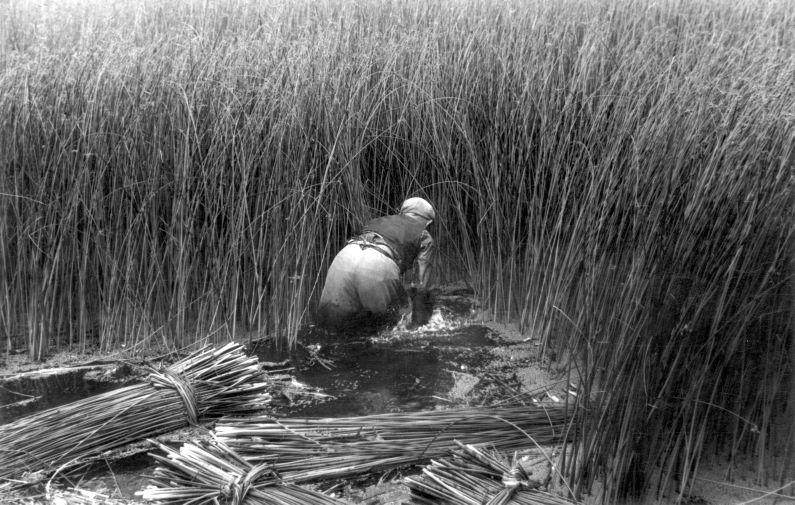
Biezensnijder (±1940)

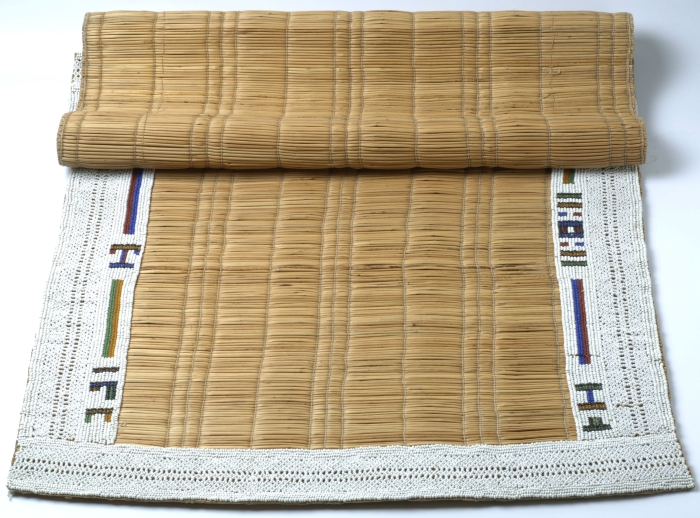
Biezenmat afgezet met een rand van kralenwerk (Transvaal)

De bies is een dun, tot drie meter hoog opgroeiend gewas dat zich in het bijzonder leent voor allerlei soorten vlechtwerk. In Nederland zijn van oudsher voor de cultuur twee soorten belangrijk, de mattenbies (Schoenoplectus lacustris) en de ruwe bies (Schoenoplectus tabernaemontani).

## Geschiedenis
Bij Genemuiden werden in de zestiende eeuw al biezen geoogst om matten van te maken. Het stadje ontwikkelde zich in de achttiende eeuw tot een centrum van mattenvlechterij. Het biezenareaal besloeg toen ongeveer 150 ha. Vanaf 1846 werden veel biezen aangeplant door Genemuiden en vanaf 1884 deed Kampen dat ook. Rond 1900 was het areaal in het Zuiderzeegebied toegenomen tot ca. 500 ha.
De biezen die hier geteeld werden waren van hoge kwaliteit en werden op grote schaal geëxporteerd naar omliggende landen. Behalve de IJsseldelta aan de Zuiderzee was de Hollandse Delta met de Oude Maas en de Biesbosch een belangrijk productiecentrum.
Anno 2012 is nog een klein aantal professionele biezentelers actief in Nederland, met circa 30 ha. aan biezenvelden bij Genemuiden en 20 ha. langs de Oude Maas. Nieuwe velden zijn aangelegd bij Dronten en Makkum.

## Cultuur

### Aanleg en onderhoud
Biezenvelden worden aangelegd op onbegroeide zandbodem in ondiep, stilstaand of getijdenwater. Voor de mattenbies moet dit zoet water zijn, de ruwe bies prefereert brak water. Het planten vindt plaats in april en mei opdat de scheuten stevig geworteld zijn als het water in de winter ruwer wordt. De jonge scheuten worden met de hand aangeplant. Wanneer de aanplant is dichtgegroeid begint een één- tot driejarige oogstcyclus.
Zonder beheer vangt biezenland zoveel sediment in dat de groeiplaats ophoogt. Na verloop van tijd degenereren de biezenbegroeiingen dan en krijgt riet de overhand. In stilstaand water neemt dan doorgaans het fijnstengelige, korte dek- of veenriet de plaats van de biezen in. Langs de IJsselmeerkust is het vooral het grovere en hogere stucadoorsriet, dat de biezenvegetaties binnendringt. In een brak milieu maakt ruwe bies uiteindelijk plaats voor het 'zoute' dekriet.

### Oogst en verwerking

Biezen verzamelen - Nationale Tentoonstelling van Vrouwenarbeid 1898

In het voorjaar heeft de bies regen nodig, anders blijven de stengels kort. Geoogst wordt er vanaf juli, nadat de groei gestopt is. Voor eind augustus moeten alle biezen binnengehaald zijn. Buiten deze periode is de kwaliteit slechter. Velden die niet de afgelopen zomer gesneden zijn worden in de winter gebrand om de oude stoppels kwijt te raken. Biezensnijders verdienden vroeger relatief veel, maar het werk was lichamelijk erg zwaar. Het was niet ongebruikelijk dat de mannen in de oogstperiode tien kilo aan lichaamsgewicht verloren. Omdat het snijden in de zomer gebeurde, hadden de snijders veel last van muggen en andere lastige insecten. Ze smeerden hun gezicht daarom vaak in met modder.
De biezen werden met een versleten riethaak gesneden en tot bossen met een omvang van ongeveer 80 centimeter samengebonden. Vóór het drogen werden de bossen weer losgesneden en waaiervormig op het gras uitgespreid, of in de wind gebracht op zogenaamde klaverruiters. Om het vocht goed te laten verdampen werden de bossen regelmatig gedraaid. Omvang en gewicht namen door het drogen drastisch af.

### Kwaliteit
Goede kwaliteit bies laat zich van de voet tot de aar splitsen. Biezen van schrale grond laten dat niet toe: ze zijn bros en breken af.
Bodemgesteldheid, zoutgehalte en waterstand beïnvloeden de structuur van de biezen en daarmee hun geschiktheid voor de biezenverwerkende industrie. De mattenbies groeit in voedselrijk water. Biezen uit de slibarme plassen en meren van Friesland, N.W.-Overijssel en Utrecht hebben brosse stengels en zijn van slechte kwaliteit. De beste biezen voor de verwerkende industrie groeiden in het voedsel- en slibrijke en vrijwel zoete water van de getijdengebieden in de Hollandse Delta. De biezen van de IJsselmeerkust zijn na de afsluiting van de Zuiderzee in kwaliteit achteruitgegaan als gevolg van de verminderde slibaanvoer door het wegvallen van eb en vloed. Het water was in het mondingsgebied van de IJssel en het Zwarte Water wel al zoet vóór de Afsluitdijk opgeworpen werd.
De ruwe bies levert alleen in een brak milieu een product van goede kwaliteit, dat wil zeggen met een zachte en taaie stengel. Op zoete standplaatsen, met name in stilstaand water, blijft de stengel bros.
De uiteenlopende kwaliteiten van biezen worden door de vakmensen veelal aangeduid met de plaats van herkomst, zo zijn er bijvoorbeeld Kamper, Genemuider, Almelose en Klundertse biezen. Onder zoete biezen worden de mattenbies, onder zoute biezen de ruwe bies verstaan.

## Soorten biezen

### Echte biezen
Het meest gebruikt worden de mattenbies en de ruwe bies. Van de gedroogde stengels van de mattenbies worden vooral vloermatten gemaakt. De ruwe bies is wat taaier en geschikt voor gevlochten stoelzittingen. Heen, ofwel zeebies, is niet bruikbaar in de vlechterij.
De mattenbies (Schoenoplectus lacustris) is een zoetwaterplant. Ruwe bies groeit in brak water met een zoutgehalte 10 promille, terwijl sterke verhogingen van korte duur goed worden verdragen.
Binnen deze twee soorten onderscheiden biezentelers een aantal variëteiten:
- Hangzaad of hangers is een vorm van mattenbies met een 2-2,50 m lange stengel, die aan de top zeer dun uitloopt. De bloeiwijze is groot, sterk vertakt en na de bloei overhangend. De lange, slanke stengels worden niet hard en bros en zijn daarom zeer geschikt om te worden verwerkt.

- Brummel of braambies heeft een hoofdjesvormige bloeiwijze, dat wil zeggen met zittende aartjes. De stengel van de brummelbies wordt tegen augustus vrij snel hard en daarom heeft deze vorm geen betekenis voor de teelt.

- Bastaardbies of brakke bies groeit in het zwak brakke getijdengebied en heeft stengels van 2–2,50 m hoog. De bloeiwijzen zijn groot en sterk vertakt. Ook in ondiep, zoet water aan de kust van het IJsselmeer komen dergelijke forse planten voor. Het is vermoedelijk een standplaatsvorm van de ruwe bies, die optreedt wanneer de ruwe bies als pioniersoort voorkomt in bewegelijk water dat voedselrijk en zoet tot zwak brak is.

- Fransje of Franse bies is een inmiddels zeldzame ondersoort (ssp. flevensis) van de mattenbies. Op drogere standplaatsen is hij fijner dan de mattenbies en heeft weinig dikteverloop in de stengel. Op natte groeiplaatsen is de kwaliteit minder. Het is tientallen jaren in cultuur geweest dankzij de geschiktheid voor de stoelenmatterij.

### Russen
In het begin van de twintigste eeuw werden ook russen voor het maken van vloermatten gebruikt. Vooral de pitrus, maar in mindere mate ook biezenknoppen en zeegroene rus. Ook de matten uit Spanje die tot begin twintigste eeuw populair waren, werden vermoedelijk van deze fijnere soort gevlochten. Eind negentiende eeuw werden ze ook in Nederland zeer rendabel gekweekt. Eerst op slecht ontwaterde zure gronden, maar later toen de prijs voor russen steeg, ook op betere gronden. Daarnaast werden ze uit het wild gesneden. Kweek vond vooral plaats rond Kampen, Mastenbroek en Zwolle. Verbeterde cultuurtechniek maakte dat op den duur andere gewassen toch lucratiever werden.

## Toepassingen

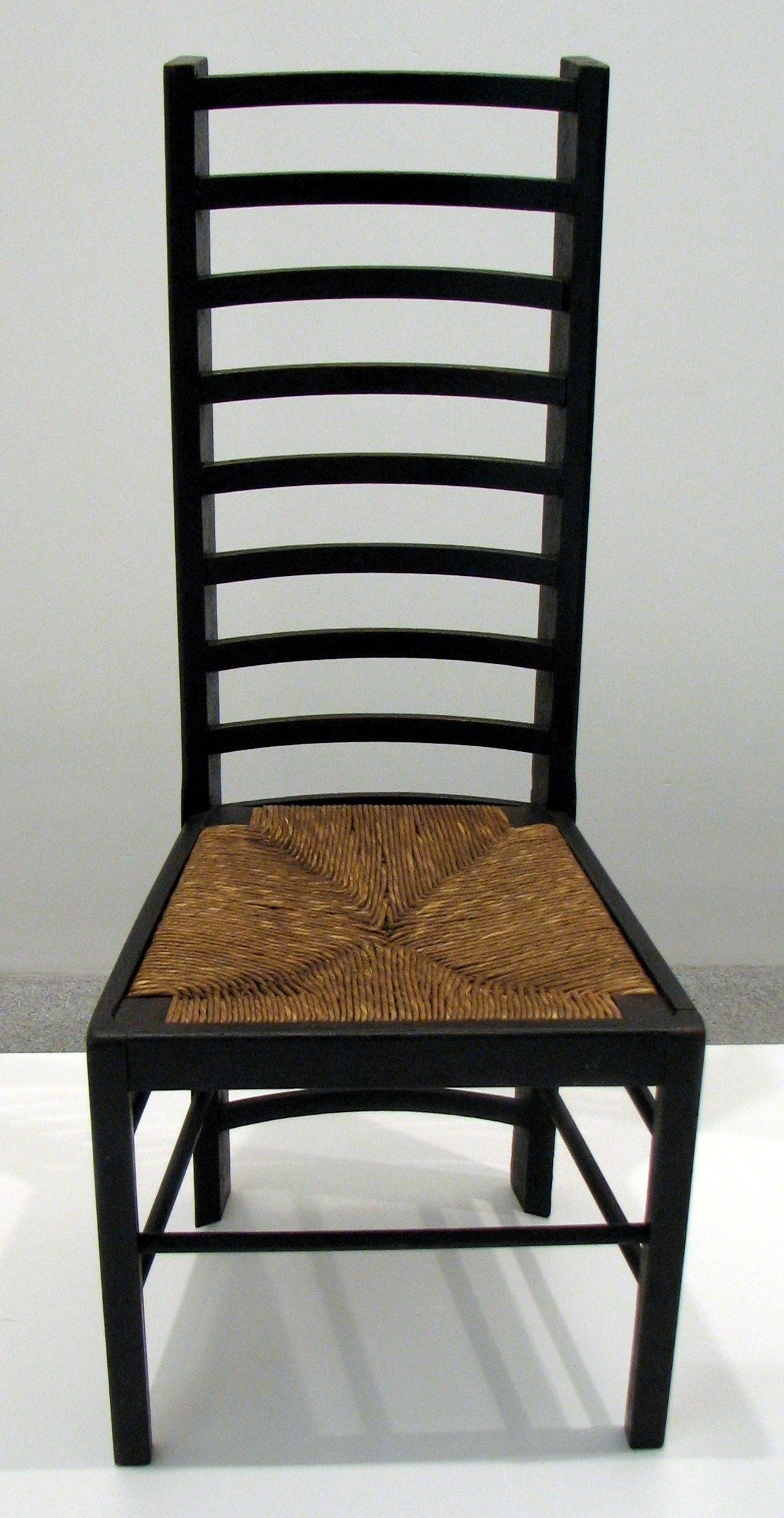
Stoel met biezen zitting

### Vlechtwerk
Woonwagenbewoners waren van oudsher bekwaam in het vlechtwerk met biezen. In 1910 kwam de machinaal-vervaardigde biezenmat in productie. Gedroogde biezen werden aan elkaar genaaid tot karpetten, lopers en andere matten. De bekendste was de blokmat of Genemuider mat. Daarnaast begon deze periode de vervaardiging van kokosmatten. Na de Tweede Wereldoorlog verdween de biezenmat ten gunste van de kokosmat. De biezen vloermat is vrijwel verdwenen. Biezen worden nog altijd gebruikt voor stoelzittingen. De vraag is in Nederland anno 2012 groter dan het aanbod en aanvullend materiaal wordt geïmporteerd uit Duitsland, Ierland, Portugal of Turkije.

### Vaten
Bij het aanbreken van een nieuwe bos zocht men eerst de dikste stengels uit, die waren bestemd voor het dichten van vaten. Deze werden zelfs geëxporteerd naar whisky- en cognacfabrieken in Schotland en Frankrijk. Tot omstreeks 1950 werden de Scheveninger haringvaten met biezen gedicht. In tegenstelling tot hennep is de bies reuk- en smaakloos.

### Oeverbescherming
Biezen zijn uit oogpunt van landaanwinning belangwekkend, omdat ze grote invloed uitoefenen op het verloop van de verlanding van open water en de aanslibbing van zandplaten.
Ze worden dan ook al eeuwen gebruikt om platen in het getijdengebied op te hogen ten behoeve van landaanwinning en oeverbescherming. Rijkswaterstaat is in 1985 het project natuurvriendelijke oevers gestart, waarbij ook biezenvelden worden ingezet. Zo zullen aan de Nieuwe Waterweg bij Rozenburg op enkele plaatsen vooroevers worden aangelegd om het leefgebied van flora en fauna te verbeteren. Hier zullen ook biezen worden aangeplant.

### Waterzuivering
Een nieuwere toepassing is die ten behoeve van de waterzuivering. In een biezenvegetatie worden stroming en golfslag gedempt, waardoor slib bezinkt. Door de massa periodiek te verwijderen worden nutriënten uit het water verwijderd. Daarbij bieden de stengels en wortels van de biezen een substraat voor allerlei micro-organismen die ter plaatse met name organische verbindingen afbreken. Ook in een helofytenfilter kan de bies daarom worden gebruikt.